# コンポンチュナン州
コンポンチュナン州（コンポンチュナンしゅう）はカンボジアの州である。州都はコンポンチュナン。
同州は8郡に分かれる。
- 0401 Baribour 郡
- 0402 Chol Kiri 郡
- 0403 コンポンチュナン
- 0404 Kampong Leaeng 郡
- 0405 Kampong Tralach 郡
- 0406 Rolea B'ier 郡
- 0407 Sameakki Mean Chey 郡
- 0408 Tuek Phos 郡

## コンポンチュナン州出身の人物
- パル・ヴァンナリーレアク - 作家